# Володько, Иосиф Игнатьевич
Иосиф Игнатьевич Володько (бел. Іосіф Ігнатавіч Валодзька, Валадзько, 1887, Городея, Минская губерния — 20 декабря 1937) — один из организаторов коммунистического подполья и партизанского движения в Белоруссии в годы Гражданской войны, государственный деятель БССР.

## Биография
Член РСДРП(б) с 1917 года. В 1918 году — секретарь Замирьевского подпольного подкомитета РКП(б). В 1919 году — помощник военкома в Новогрудке, военком и член ревкома Рогачёвского уезда, в 1920-21 военком Гомельской губернии. С 1922 года — председатель исполкома Могилёвского уездного и Бобруйского уездных советов.
С 1928 года — заместитель наркома земледелия БССР. В 1929-1930 годах — председатель Витебского уездного исполкома, с 1931 года Минского горисполкома. В 1933-1937 годах — начальник Управления связи БССР, уполномоченный Наркомата связи СССР по БССР. Член ЦК КП(б)Б в 1929-1937 годах. Член ЦИК СССР и ЦИК БССР. В 1937 году направлен в Казахстан на должность уполномоченного наркома связи СССР.

### Арест
Вскоре он был арестован. Его обвинили в принадлежности к «контрреволюционной террористической диверсионно-деструктивной организации правых» и «антисоветской организации в органах связи БССР». Приговорён к высшей мере пресечения. Расстрелян в одну ночь с Яковом Афанасьевым, Василием Дружчицем, Аркадием Лящинским, Марком Матусевичем, Федором Сулковским, Иваном Суртой, Дорой Турбович и другими (всего более 200 человек). Реабилитирован 12 октября 1957 года.